# Stazione di Terlizzi
La stazione di Terlizzi è una stazione ferroviaria passante posta lungo la linea Bari-Barletta a servizio dell'omonimo comune. È gestita da Ferrotramviaria e si trova nella zona ovest della città. Collega direttamente Terlizzi alla città di Bari e al suo aeroporto. 

## Storia
La stazione di Terlizzi fu costruita negli anni 60 e inaugurata nel 1965. La precedente stazione, costruita alla fine dell'800 e ancora oggi visibile, si trova nella parte opposta della città, precisamente all'incrocio con l'attuale via per Molfetta, e serviva la vecchia e antica Tranvia Bari-Barletta.
Dal 2014 è possibile raggiungere l'Aeroporto Karol Wojtyła di Bari-Palese e la città di Bari.
Nata con un solo binario, è stato aggiunto il 2 binario a partire dal 1997, con il progetto di raddoppio e ammodernamento ferroviario sulla tratta Bari-Ruvo.

## Struttura
La struttura della stazione di Terlizzi è quella standard utilizzata per le stazioni della ferrovia Bari Nord. L'edificio, di color azzurro, è formato da due piani, con biglietteria, sala d'attesa, servizi igienici e sottopassaggio che collega in modo sicuro i viaggiatori tra i 2 binari. Nel sottopassaggio sono presenti anche sedili mobili per i viaggiatori con problemi di deambulazioni e diversamente abili.

## Movimento
L'impianto è servito dai treni regionali FR1, FR2 e FM2 della rete Ferrovie del Nord Barese, che costituiscono un collegamento suburbano tra Bari e l'hinterland nord Barese della Provincia di Barletta-Andria-Trani e vengono effettuati rispettivamente via Palese Macchie e via Aeroporto. 

## Servizi
- Biglietteria a sportello
- Biglietteria automatica
- Sala d'attesa
- Servizi igienici
- Parcheggio di scambio

## Interscambi
Nel piazzale antistante la stazione, è presente anche il servizio di autolinee interurbane.
- Fermata autobus